# La guerra dei nonni
La guerra dei nonni è un film del 2023, diretto da Gianluca Ansanelli.

## Trama
Una famiglia tranquilla, composta da mamma, papà, tre bambini e il nonno materno, ha trovato regole ed equilibrio. Spunta però all'improvviso l'esuberante nonno paterno, il quale decide di trascorrere del tempo con i suoi nipotini, condividendo con l'altro nonno tutto ciò che i bambini offrono. Da questa convivenza nasceranno dissidi e disappunti fino a che non si renderanno conto che il bene vince su tutto.

## Distribuzione
Il film è stato distribuito nelle sale cinematografiche italiane a partire dal 30 novembre 2023.

## Accoglienza

### Incassi
Il film ha incassato 660000 €.

### Critica
Il film ha ottenuto recensioni generalmente positive da parte della critica cinematografica italiana, apprezzando la recitazione di Vincenzo Salemme e Max Tortora.
Lorenzo Ciofani della Rivista del cinematografo ritiene che il film sia «una commedia per famiglie più che dignitosa» che «fotografa davvero qualcosa che al cinema resta spesso ai margini del racconto», dando un ruolo centrale ai nonni. Ciofani la definisce «un’acuta operazione commerciale inclusiva», impostata su un «lessico edulcorato e gag semplici» e senza «straordinarie intuizioni di messinscena». Davide Di Francesco di Ciak scrive che si tratta di una commedia «lineare e semplice» . Il giornalista sottolinea inoltre che «l'alchimia» tra Tortora e Salemme «funziona: i due comici si trovano a loro agio insieme rendendo la commedia godibile dall’inizio alla fine».